# Сем Керстен
Сем Керстен (нід. Sam Kersten, нар. 30 січня 1998, Неймеген, Нідерланди) — нідерландський футболіст, центральний захисник «Геренвена».

## Ігрова кар'єра

### Клубна
Сем Керстен починав займатися футболом в академії клубу НЕК зі свого  рідного міста Неймеген. На професійному рівні футболіст дебютував 2 грудня 2016 року у матчі Другого дивізіону чемпіонату Нідерландів у складі клубу «Ден Босх». За клуб захисник провів три сезони.
Влітку 2019 року Керстен перейшов до «Зволле». 25 серпня у поєдинку проти роттердамської «Спарти» Керстен провів свою першу гру в елітному дивізіоні чемпіонату країни. За результатами сезону 2021/22 «Зволле» вилетів до Другого дивізіону і Керстен своєю грою допоміг команді з першої спроби повернутися до еліти.
У 2024 році Керстен як вільний агент перейшов до клубу «Геренвен», з яким підписав трирічний контракт.